# Move (The Mamas)
Move è un singolo del gruppo musicale svedese The Mamas, pubblicato il 22 febbraio 2020 su etichetta discografica Universal Music Group. Il brano è scritto da Melanie Wehbe, Patrik Jean e Herman Gardarfve.
Con Moves il gruppo ha preso parte a Melodifestivalen 2020, la competizione canora svedese utilizzata come processo di selezione per l'Eurovision Song Contest 2020. Essendo risultate fra i due più votati dal pubblico fra i sette partecipanti alla sua semifinale, hanno avuto accesso diretto alla finale del 7 marzo, dove sono risultate vincitrici, diventando di diritto le rappresentanti eurovisive svedesi a Rotterdam, nei Paesi Bassi.

## Tracce
1. Move – 2:48
2. Move (Versione strumentale) – 2:48

## Classifiche

### Classifiche settimanali
| Classifica (2020) | Posizione massima |
| ----------------- | ----------------- |
| Svezia            | 1                 |

### Classifiche di fine anno
| Classifica (2020) | Posizione |
| ----------------- | --------- |
| Svezia            | 74        |